# Hacia Belén va una burra rin, rin

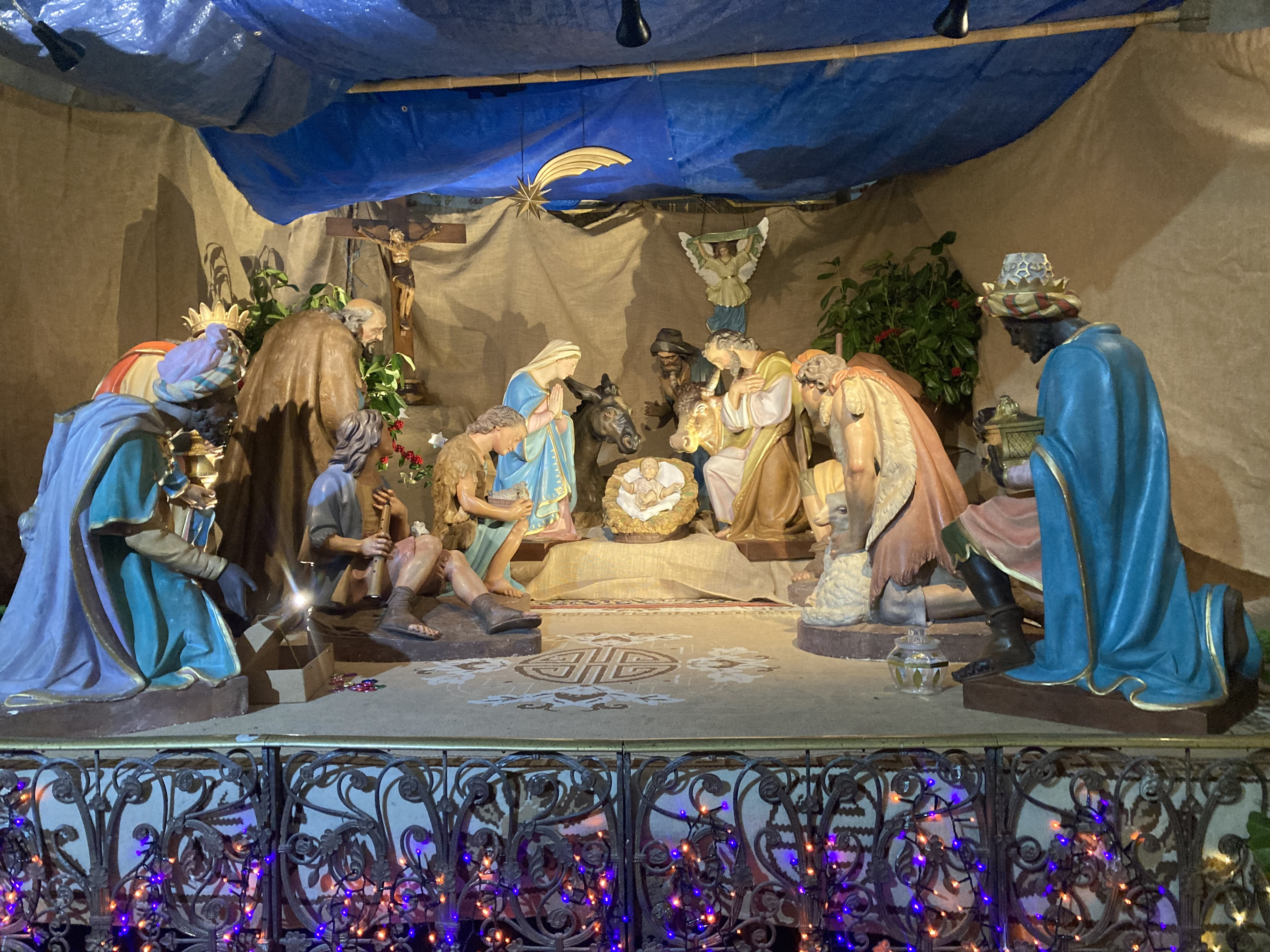
Representación del portal de Belén

"Hacia Belén va una burra, rin rin" a veces como "Hacia Belén va un borrico, rin rin" o simplemente "rin, rin", es un villancico tradicional español, ampliamente conocido en diversos países de habla hispana. Aunque su origen exacto es incierto como la mayoría de villancicos, se cree que proviene de Andalucía. Aunque algunas fuentes también mencionan Castilla-La Mancha. La canción ha sido transmitida oralmente a lo largo de generaciones, lo que ha dado lugar a múltiples versiones y adaptaciones.

## Significado
La letra del villancico describe a una burra que se dirige al portal de Belén, cargada de chocolate y utensilios para prepararlo en el contexto de la Natividad de Jesús. Intercala las estrofas con las frases "yo me remendaba, yo me remendé", que aportan un tono lúdico y repetitivo característico de las canciones infantiles. En el contexto de la Navidad, simboliza un impulso por sanar y enfrentar el futuro con optismismo. 
Como muchos villancicos, trata temas costumbristas sobre las preocupaciones y deseos de una sociedad humilde. El villancico combina elementos sagrados con situaciones cotidianas reflejando la tradición popular de humanizar y acercar los relatos bíblicos al pueblo. La inclusión de personajes como la burra cargada de chocolate y los gitanillos añade un matiz folclórico y regional. Por ejemplo, en el verso María, María, ven acá corriendo, que el chocolatillo se lo están comiendo. se describe una situación humorística donde la Virgen María corre para evitar que alguien se coma el chocolate como ofrenda al niño Jesús. Sin embargo, el chocolate no llegó a Tierra Santa hasta el siglo XVI, ni los gitanos habían emigrado todavía.

## Versiones e influencia
La popularidad de este villancico ha provocado que múltiples artistas realicen versiones sobre él. Verbigracia, en 2014 la compositora guatemalteca Gaby Moreno versionó el mismo en su álbum "Posada", así como el cantante folclórico español Manolo Escobar y Los Chunguitos con una interpretación más flamenca. 
Asimismo, existen numerosas versiones animadas del villancico realizadas por grupos infantiles, como "Mundo Canticuentos", el grupo madrileño "Pica-Pica" o CantaJuego que acumulan millones de visitas en plataformas como YouTube o Spotify, evidenciando su arraigo en la cultura navideña española. 
Además, el elenco de la serie animada de Disney Channel, "Elena of Avalor" realizó una interpretación de la canción. 
Incluso, alcanzó la música académica cuando, a principios de la década de 1950, Alice Parker participó en un arreglo del villancico con la coral neoyorquina de Robert Shaw. 